# Dunedin (Florida)
Dunedin es una ciudad ubicada en el condado de Pinellas en el estado estadounidense de Florida. En el Censo de 2010 tenía una población de 35.321 habitantes y una densidad poblacional de 481,47 personas por km².

## Geografía
Dunedin se encuentra ubicada en las coordenadas 28°1′33″N 82°48′55″O / 28.02583, -82.81528. Según la Oficina del Censo de los Estados Unidos, Dunedin tiene una superficie total de 73.36 km², de la cual 26.82 km² corresponden a tierra firme y (63.44%) 46.54 km² es agua.

## Demografía
Según el censo de 2010, había 35.321 personas residiendo en Dunedin. La densidad de población era de 481,47 hab./km². De los 35.321 habitantes, Dunedin estaba compuesto por el 91.55% blancos, el 3.26% eran afroamericanos, el 0.29% eran amerindios, el 1.61% eran asiáticos, el 0.15% eran isleños del Pacífico, el 1.32% eran de otras razas y el 1.82% pertenecían a dos o más razas. Del total de la población el 5.93% eran hispanos o latinos de cualquier raza.